# Скотники (Великопольське воєводство)
Скотники (пол. Skotniki) — село в Польщі, у гміні Мілослав Вжесінського повіту Великопольського воєводства.
Населення — 252 особи (2011).
У 1975-1998 роках село належало до Познанського воєводства.

## Демографія
Демографічна структура станом на 31 березня 2011 року:
|          | Загалом | Допрацездатний вік | Працездатний вік | Постпрацездатний вік |
| -------- | ------- | ------------------ | ---------------- | -------------------- |
| Чоловіки | 132     | 36                 | 81               | 15                   |
| Жінки    | 120     | 28                 | 63               | 29                   |
| Разом    | 252     | 64                 | 144              | 44                   |